# Franco Serantini

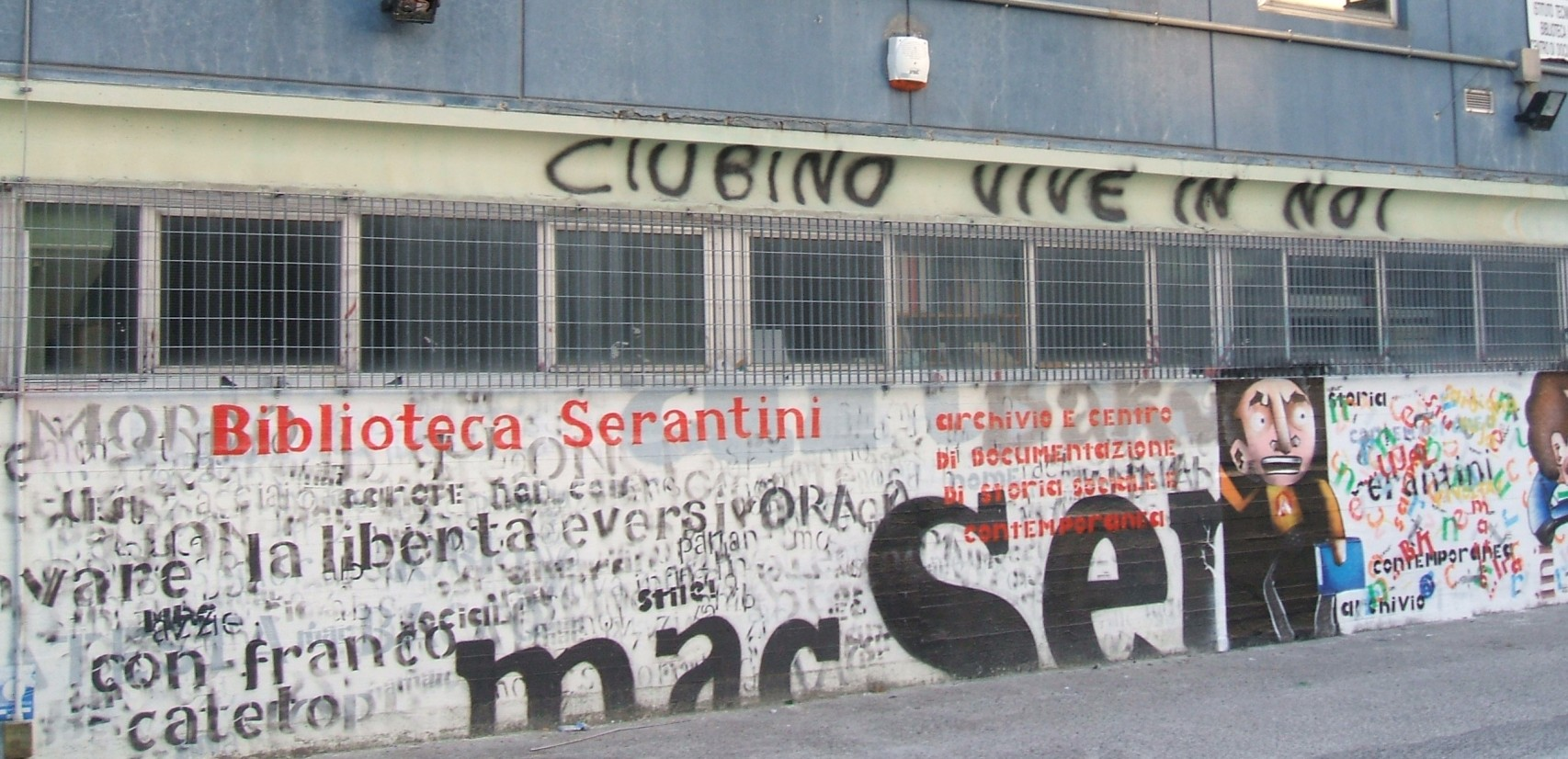
Lado de la biblioteca en su honor: Franco Serantini en ella: Pisa.

Franco (Francesco) Serantini (Cagliari, 16 de julio de 1951 - Pisa, 7 de mayo de 1972) fue un joven anarquista de 20 años que murió a causa de las torturas provocadas por la policía.

## Biografía
Franco Serantini fue abandonado en el orfanato, donde permaneció hasta la edad de 2 años, cuando es adoptado por una pareja sin hijos. Después de la muerte de su madre adoptiva se da en custodia a los abuelos maternos, con quienes vivió en Campobello di Licata, en la isla de Sicilia hasta los 9 años, cuando se muda de nuevo a una institución de asistencia en Cagliari. 
En 1968 fue enviado al Instituto Para la Observación de los Niños de Florencia y desde allí -sin la más mínima razón de ser de índole penal- se le destina al reformatorio escolar "Thouar Peter", en Pisa. Al salir de ahí, después de continuar sus estudios en la Escuela Estatal de Fibonacci, asiste a la Escuela de Contabilidad Empresarial. Con el estudio y conocimiento de él y sus nuevos amigos, comienza a ver el mundo con otros ojos y se acerca al entorno político de la izquierda. Franco y sus amigos asisten a los locales de la Federación Juvenil Comunista Italiana (FGCI), pasando por el grupo Lotta Continua y, en el Otoño de 1971, integra el grupo anarquista "Giuseppe Pinelli", que tiene su sede en la calle S. Martino #48.

## Encarcelamiento y Torturas
Junto con muchos de sus compañeros, se involucra en todas las luchas sociales de aquellos años, como la experiencia del "Mercato Rosso" en el barrio popular Cep, de mucha acción antifascista, y por último la discusión de la candidatura de Pietro Valpreda provocó diversas protestas en el movimiento anarquista italiano de aquellos tiempos. El 5 de mayo de 1972, participa en la protesta llamada por el grupo antifascista Lotta Continua, una manifestación convocada en Pisa contra Beppe Niccolai, miembro del Movimento Sociale Italiano - Destra Nazionale, grupo neofascista italiano. La manifestación fue duramente atacada por la policía. A causa de las innumerables acusaciones contra Franco, es rodeado por policías de la Segunda y Tercera Sección de la Tercera Compañía de la policía antidisturbios de Roma, en calle Gambacorti. Los manifestantes son brutalmente reprimidos y golpeados.
Posteriormente Franco fue trasladado a una comisaría y luego a la cárcel de Don Bosco, donde, al día siguiente, se le somete a un interrogatorio, durante el cual expresa un estado de malestar general que para el Tribunal, los carceleros y el médico de la prisión no se consideraba serio.

## Muerte y posteriores investigaciones
El 7 de mayo, después de dos días de agonía, Franco cae en estado de coma en su celda, es transportado a la sala de emergencia de la cárcel, lugar donde muere a las 09:45 AM.
La tarde del mismo día, las autoridades penitenciarias tratan de obtener el permiso del XVI Municipio de Roma para el transporte y posterior entierro del cadáver. El Municipio se niega a conceder el permiso por considerarlo un acto ilegal, mientras que la noticia de la muerte de Franco se extiende por toda la ciudad. Luciano Della Mea, historiador del ala antifascista y militante de izquierda, junto con el abogado Massei, deciden traer a un abogado civil. El día después de que se llevó a cabo la autopsia, el abogado contratado por Luciano y Massei, Giovanni Sorbi, al salir de la sala de la morgue del Hospital de Santa Chiara, recuerda: 

Fue un trauma asistir a la autopsia, ver que diseccionaban a  muchacho... un cuerpo masacrado, su pecho, sus hombros, su cabeza, sus brazos. Todo empapado en sangre. Ninguna parte del cuerpo quedó intacta. Pasé una larga noche con pesadillas.

En su funeral, realizado el 9 de mayo de 1972, se vio una gran participación popular. En el cementerio, Cafiero Ciuti, un anciano militante anarquista, recitó el último discurso del funeral. En la Plaza S. Silvestro, el 13 de mayo de 1972, se realizó un gran evento organizado por el grupo Lotta Continua, que culminó con una concentración final por Gianni Landi para los anarquistas, y Adriano Sofri por Lotta Continua. Se instaló una placa en su memoria que fue colocada en la entrada del Palacio Tohuar, que era la última habitación de Franco. La manifestación e iniciativa para conmemorar a Franco se realizan año tras año. En Turín, se fundó una escuela en su nombre. En 1979, en Pisa, se funda la Biblioteca Franco Serantini y en 1982 la Plaza S. Sylvester pasó a tener el nombre de Franco y se inauguró un monumento que fue donado por la cantera de Carrara. 
En la actualidad, las investigaciones sobre los responsables de la muerte de Franco se ahogan en la burocracia y en el "No recuerdo" de los oficiales del Partido Socialista Italiano (PSI) presentes en el lugar. Los sesenta hombres de la Segunda y Tercera Sección de la Tercera Compañía de la policía antidisturbios de Roma, quienes son los protagonistas de la historia, desaparecen en la niebla de las salas del poder judicial, pero el asunto sigue siendo objeto de la opinión pública a través de una campaña sistemática de medios de prensa de los grupos anarquistas, de Lotta Continua, del Comité Justicia por Franco Serantini, de las infinitas individualidades y agrupaciones varias y, finalmente, el libro de Corrado Stajano "El subversivo. Vida y muerte del anarquista Serantini", publicado en 1975, fue capaz de dar conocer y mantener viva la memoria de un joven de 20 años, muerto en una calle de Italia durante los años setenta, que creía y luchaba por la libertad, la justicia y un mundo mejor.